# Norský fotbalový pohár
Norský fotbalový pohár, známý jako NM nebo NM Cup, je pohárová soutěž ve fotbale. První ročník se hrál v roce 1902, jde o nejstarší norskou fotbalovou soutěž. Pořádá jej NFF. Ženským ekvivalentem je Norský fotbalový pohár žen. Vítěz si zajistí kvalifikaci do Evropské ligy.

## Týmy podle počtu titulů a finále
Kurzívou jsou označeny zaniklé kluby.
| Klub                               | Počet vítězství | Počet finále | Vítězné roky                                                           | Finálové roky                                        |
| ---------------------------------- | --------------- | ------------ | ---------------------------------------------------------------------- | ---------------------------------------------------- |
| Odd                                | 12              | 9            | 1903, 1904, 1905, 1906, 1913, 1915, 1919, 1922, 1924, 1926, 1931, 2000 | 1902, 1908, 1909, 1910, 1921, 1937, 1960, 2002, 2014 |
| Fredrikstad                        | 12              | 7            | 1932, 1935, 1936, 1938, 1940, 1950, 1957, 1961, 1966, 1984, 2006, 2024 | 1945, 1946, 1948, 1954, 1963, 1969, 1971             |
| Rosenborg                          | 12              | 6            | 1960, 1964, 1971, 1988, 1990, 1992, 1995, 1999, 2003, 2015, 2016, 2018 | 1967, 1972, 1973, 1991, 1998, 2013                   |
| Lyn                                | 8               | 6            | 1908, 1909, 1910, 1911, 1945, 1946, 1967, 1968                         | 1923, 1928, 1966, 1970, 1994, 2004                   |
| Skeid                              | 8               | 3            | 1947, 1954, 1955, 1956, 1958, 1963, 1965, 1974                         | 1939, 1940, 1949                                     |
| Brann                              | 7               | 9            | 1923, 1925, 1972, 1976, 1982, 2004, 2022                               | 1917, 1918, 1950, 1978, 1987, 1988, 1995, 1999, 2011 |
| Lillestrøm                         | 6               | 8            | 1977, 1978, 1981, 1985, 2007, 2017                                     | 1953, 1955, 1958, 1980, 1986, 1992, 2005, 2022       |
| Sarpsborg                          | 6               | 6            | 1917, 1929, 1939, 1948, 1949, 1951                                     | 1906, 1907, 1925, 1934, 1935, 1964                   |
| Viking                             | 6               | 5            | 1953, 1959, 1979, 1989, 2001, 2019                                     | 1933, 1947, 1974, 1984, 2000                         |
| Molde                              | 6               | 4            | 1994, 2005, 2013, 2014, 2021, 2023                                     | 1982, 1989, 2009, 2024                               |
| Strømsgodset                       | 5               | 3            | 1969, 1970, 1973, 1991, 2010                                           | 1993, 1997, 2018                                     |
| Ørn-Horten                         | 4               | 4            | 1920, 1927, 1928, 1930                                                 | 1916, 1926, 1929, 1932                               |
| Vålerenga                          | 4               | 2            | 1980, 1997, 2002, 2008                                                 | 1983, 1985                                           |
| Mjøndalen                          | 3               | 5            | 1933, 1934, 1937                                                       | 1924, 1931, 1936, 1938, 1968                         |
| Frigg                              | 3               | 3            | 1914, 1916, 1921                                                       | 1919, 1920, 1965                                     |
| Bodø/Glimt                         | 2               | 5            | 1975, 1993                                                             | 1977, 1996, 2003, 2021, 2023                         |
| Mercantile                         | 2               | 1            | 1907, 1912                                                             | 1913                                                 |
| Tromsø                             | 2               | 1            | 1986, 1996                                                             | 2012                                                 |
| Aalesund                           | 2               | –            | 2009, 2011                                                             | –                                                    |
| Kvik Halden (do 1928 Fredrikshald) | 1               | 2            | 1918                                                                   | 1915, 1922                                           |
| SK Grane                           | 1               | 1            | 1902                                                                   | 1903                                                 |
| Gjøvik/Lyn                         | 1               | 1            | 1962                                                                   | 1914                                                 |
| Moss                               | 1               | 1            | 1983                                                                   | 1981                                                 |
| Bryne                              | 1               | 1            | 1987                                                                   | 2001                                                 |
| Stabæk                             | 1               | 1            | 1998                                                                   | 2008                                                 |
| Sparta                             | 1               | –            | 1952                                                                   | –                                                    |
| Hødd                               | 1               | –            | 2012                                                                   | –                                                    |
| Urædd (zahrnuje Porsgrunds FC)     | –               | 2            | –                                                                      | 1904, 1911                                           |
| Sandefjord BK                      | –               | 2            | –                                                                      | 1957, 1959                                           |
| Vard Haugesund                     | –               | 2            | –                                                                      | 1962, 1975                                           |
| Haugar                             | –               | 2            | –                                                                      | 1961, 1979                                           |
| Sarpsborg 08                       | –               | 2            | –                                                                      | 2015, 2017                                           |
| Haugesund                          | –               | 2            | –                                                                      | 2007, 2019                                           |
| Akademisk Kristiania               | –               | 1            | –                                                                      | 1905                                                 |
| Fram Larvik                        | –               | 1            | –                                                                      | 1912                                                 |
| Drafn                              | –               | 1            | –                                                                      | 1927                                                 |
| Drammens BK                        | –               | 1            | –                                                                      | 1930                                                 |
| Asker                              | –               | 1            | –                                                                      | 1951                                                 |
| Solberg                            | –               | 1            | –                                                                      | 1952                                                 |
| Larvik Turn                        | –               | 1            | –                                                                      | 1956                                                 |
| Sogndal                            | –               | 1            | –                                                                      | 1976                                                 |
| Fyllingen                          | –               | 1            | –                                                                      | 1990                                                 |
| Sandefjord                         | –               | 1            | –                                                                      | 2006                                                 |
| Follo                              | –               | 1            | –                                                                      | 2010                                                 |
| Kongsvinger                        | –               | 1            | –                                                                      | 2016                                                 |